# Фазл ибн Мухаммед
Фазл ибн Мухаммед – являлся эмиром Аррана в 985—1031 годы. Ввиду своего курдского происхождения, он был прозван ибн аль-Асиром и другими арабскими историками "курдским Фазлуном". Будучи сыном основателя династии Шеддадидов Мухаммеда ибн Шеддада, Фазл I был первым шеддадидским эмиром, который велел чеканил монету от его имени. Первой его резиденцией являлся город Партав (Барда). Затем она был перенесена в Гянджу.
В 993 году армия Фазла I захватила Барду и Байлакан.  В период его правления происходили столкновения с грузинскими царями, византийцами (1037-1038 годы) аланами и русами. Дружественные отношения поддерживались с Раввадидами, Ширваншахами и Тифлисским мусульманским эмиратом.
По приказу Фазл ибн Мухаммеда, в 1027 году был построен Худаферинский мост через реку Араз для борьбы с раввинами. По словам Ибн аль-Асира, в 1030 году Фазл I предпринял поход против хазар.
Фазл I умер в 1031 году, и на его место к власти пришел его сын Абульфат Муса.